# Pachino
Pachino est une commune italienne d'environ 22 000 habitants située dans la province de Syracuse, dans la région Sicile.

## Géographie
Pachino se trouve à la pointe sud-est de la Sicile, juste au nord de Capo-Passero, et au sud de la région balnéaire de Marzamemi.

### Climat
La ville possède un climat méditerranéen. Les hivers sont doux et humides et les étés sont chauds et secs.
| Mois                              | jan. | fév. | mars | avril | mai  | juin | jui. | août | sep. | oct. | nov. | déc. |
| --------------------------------- | ---- | ---- | ---- | ----- | ---- | ---- | ---- | ---- | ---- | ---- | ---- | ---- |
| Température minimale moyenne (°C) | 4,7  | 4,4  | 8,2  | 10,8  | 13,8 | 16,7 | 18,3 | 18,5 | 15,2 | 12,4 | 9,5  | 6,2  |
| Température moyenne (°C)          | 8,8  | 7,5  | 12,4 | 15,6  | 19,8 | 22,8 | 25,4 | 25,8 | 23,8 | 20,8 | 16,5 | 13,3 |
| Température maximale moyenne (°C) | 12,6 | 12,3 | 16,7 | 19,3  | 23,8 | 26,6 | 29,4 | 29,6 | 27,4 | 24,3 | 19,6 | 15,8 |

## Administration
| Période                                  | Période | Identité | Étiquette | Qualité |
| ---------------------------------------- | ------- | -------- | --------- | ------- |
|                                          |         |          |           |         |
| Les données manquantes sont à compléter. |         |          |           |         |

### Hameaux
- Marzamemi.

### Communes limitrophes
Ispica, Noto, Portopalo di Capo Passero.